# Burnaby Lake Rugby Club
Pour les articles homonymes, voir Burnaby (homonymie).
 (juillet 2025).
Motif : Aucune source secondaire ne permet de vérifier la notoriété de ce club amateur
- Archive Wikiwix
- Bing
- Cairn
- DuckDuckGo
- E. Universalis
- Gallica
- Google
- G. Books
- G. News
- G. Scholar
- Persée
- Qwant
- (zh) Baidu
- (ru) Yandex
- (wd) trouver des œuvres sur Wikidata

| 1. | Préciser le motif de la pose du bandeau. | Précisez le motif de la pose du bandeau en utilisant la syntaxe suivante : {{admissibilité à vérifier\|date=juillet 2025\|motif=remplacez ce texte par le motif}}                            |
| 2. | Informer les utilisateurs concernés.     | Pensez à avertir le créateur de l'article, par exemple, en insérant le code ci-dessous sur sa page de discussion : {{subst:avertissement admissibilité à vérifier\|Burnaby Lake Rugby Club}} |

Le Burnaby Lake Rugby Club est un club de rugby à XV canadien participant au Championnat du Canada de rugby à XV. Il est situé à Burnaby dans l'agglomération de Vancouver, dans la province de la Colombie-Britannique au Canada.

## Historique
Il est issu de la fusion des deux clubs des Vancouver Trojans Rugby Club et des Burnaby Buffalos Rugby Club en 1994. Depuis sa création le club a connu des promotions pour devenir un des clubs les plus compétitifs de rugby à XV de Colombie-Britannique. Aussi une partie de ses joueurs ou joueuses connaissent des capes internationales avec l'équipe du Canada. 

## Équipe masculine
Le BLRC compte 4 équipes masculines engagées (Premier XV, First XV et Second XV) dans la division A de la Vancouver Rugby Union. L'équipe première de Burnaby Lake Rugby Club a terminé quart-de-finaliste du Championnat CDI 2005-2006. 

## Équipe féminine
Le BLRC a son équipe première engagée dans la Premier division de la West Coast Women's League. En 2003 et 2006 l'équipe féminine de la BLRC a remporté la finale provinciale de Colombie Britannique.

## Joueurs

### Joueurs emblématiques
Un des joueurs les plus célèbres est Pat Riordan. Il est international au plus haut niveau du rugby à XV.
- Pat Riordan

### Joueuses emblématiques
- Kary Steele